# Светско првенство у атлетици на отвореном 2005 — бацање кугле за жене
Такмичење у бацању кугле у женској конкуренцији на јубиларном 10. Светском првенству у атлетици 2005. у Хелсинкију одржано је 12. и 13. августа на Олимпијском стадиону.

## Земље учеснице
Учествовао је 26 такмичарки из 16 земаља.
| - 1. Бразил (1) - 2. Белорусија (2) - 3. Кина (1) - 4. Куба (2) - 5. Немачка (3) - 6. Италија (3) | - 7. Јамајка (1) - 8. Јапан (1) - 9. Холандија (1) - 10. Нови Зеланд (1) - 11. Нигерија (1) | - 12. Русија (4) - 13. Јужна Кореја (1) - 14. Тонга (1) - 15. Тринидад и Тобаго (1) - 16. САД (2) |

## Освајачи медаља
|                        |                         |                        |
| Олга Рјабинкина Русија | Валери Вили Нови Зеланд | Надин Клајнерт Немачка |

## Рекорди
| Рекорди пре почетка Светског првенства 2005.     | Рекорди пре почетка Светског првенства 2005. | Рекорди пре почетка Светског првенства 2005. | Рекорди пре почетка Светског првенства 2005. | Рекорди пре почетка Светског првенства 2005. | Рекорди пре почетка Светског првенства 2005. |
| ------------------------------------------------ | -------------------------------------------- | -------------------------------------------- | -------------------------------------------- | -------------------------------------------- | -------------------------------------------- |
| Светски рекорд                                   | Наталија Лисовска                            | Совјетски Савез                              | 21,24                                        | Рим, Италија                                 | 5. септембар 1987.                           |
| Рекорд светских првенстава                       | Наталија Лисовска                            | Совјетски Савез                              | 83,38                                        | Едмонтон, Канада                             | 5. август 2001.                              |
| Најбољи резултат сезоне                          | Надзеја Астапчук                             | Белорусија                                   | 21,09                                        | Минск, Белорусија                            | 21. јул 2005.                                |
| Афрички рекорд                                   | Вивијан Чуквумика                            | Нигерија                                     | 18,35                                        | Азуса, САД                                   | 9. април 2005.                               |
| Азијски рекорд                                   | Ли Мејсу                                     | Кина                                         | 21,76                                        | Шиђаџуенг, Кина                              | 23. април 1988                               |
| Североамерички рекорд                            | Белси Лаза                                   | Куба                                         | 20,96                                        | Мексико, Мексико                             | 2. мај 1992                                  |
| Јужноамерички рекорд                             | Елисанжела Адријано                          | Бразил                                       | 19,30                                        | Туња, Колумбија                              | 14. јул 2001                                 |
| Европски рекорд                                  | Наталија Лисовска                            | Совјетски Савез                              | 21,24                                        | Рим, Италија                                 | 5. септембар 1987.                           |
| Океанијски рекорд                                |                                              |                                              |                                              |                                              |                                              |
| Рекорди после завршетка Светског првенства 2005. |                                              |                                              |                                              |                                              |                                              |
| Океанијски рекорд                                | Валери Вили                                  | Нови Зеланд                                  | 19,52                                        | Хелсинки, Финска                             | 12. август 2005.                             |

### Најбољи резултати у 2005. години
Десет најбољих атлетичарки године у бацању кугле пре почетка првенства (12. августа 2005), имале су следећи пласман.
| 1.  | Надзеја Астапчук   | Белорусија  | 21,09 | 21. јул |
| 2.  | Надин Клајнерт     | Немачка     | 20,06 | 10. јул |
| 3.  | Петра Ламерт       | Немачка     | 19,81 | 25. јун |
| 4.  | Наталија Хороњенко | Белорусија  | 19,70 | 3. јул  |
| 5.  | Олга Рјабинкина    | Русија      | 19,65 | 19. јун |
| 6.  | Валери Вили        | Нови Зеланд | 19,52 | 19. мај |
| 7.  | Астрид Кумбернус   | Немачка     | 19,16 | 10, јул |
| 8.  | Јумелеиди Кумба    | Куба        | 19,06 | 22. мај |
| 9.  | Li Meiju           | Кина        | 19,05 | 5. јул  |
| 10. | Мислејдис Гонзалез | Куба        | 18,92 | 18. јул |

Такмичарке чија су имена подебљана учествују на СП 2009.

## Сатница
- Сва времена су по источноевропском времену (UTC+2)

| Квалификације     | Квалификације     |
| Група А           | Група Б           |
| ----------------- | ----------------- |
| 12.8.2005 – 18:30 | 12.8.2005 – 17:30 |
| Финале            |                   |
| 13.8.2005 – 18,40 |                   |

## Резултати

### Квалификације
У квалификацијама такмичарке су подељени у две групе по 13. Квалификациона норма за пласман у финале износила је 18,30 метара (КВ), коју је пребацило десет, а остале две у финале се пласирале на основу постигнутог резултата (кв), 
| Пласман | Група | Такмичар              | ЛР    | Земља             | Бацања | Бацања | Бацања | Резултат | Белешка |
| Пласман | Група | Такмичар              | ЛР    | Земља             | 1.     | 2.     | 3.     | Резултат | Белешка |
| ------- | ----- | --------------------- | ----- | ----------------- | ------ | ------ | ------ | -------- | ------- |
| 1.      | Б     | Валери Вили           | 19,52 | Нови Зеланд       | 19,87  | —      | —      | 19,87    | КВ, ОКР |
| 2.      | А     | Надзеја Астапчук      | 21,09 | Белорусија        | 19,65  | —      | —      | 19,65    | КВ      |
| 3.      | Б     | Светлана Кривељова    |       | Русија            | 19,28  | —      | —      | 19,28    | КВ      |
| 4.      | А     | Јумилеиди Кумба       | 19,97 | Куба              | х      | 18,94  | —      | 18,94    | КВ      |
| 5.      | Б     | Надин Клајнерт        | 20,06 | Немачка           | 18,90  | —      | —      | 18,90    | КВ      |
| 6.      | Б     | Наталија Хороњенко    | 20,04 | Белорусија        | 18,83  | —      | —      | 18,83    | КВ      |
| 7.      | А     | Олга Рјабинкина       | 19,65 | Русија            | 17,65  | 18,72  | —      | 18,72    | КВ      |
| 8.      | Б     | Мислејдис Гонзалез    | 18,92 | Куба              | 18,53  | —      | —      | 18,53    | КВ      |
| 9.      | Б     | Кристина Шваниц       | 18,84 | Немачка           | 17,82  | 18,17  | 18,35  | 18,35    | КВ      |
| 10.     | А     | Li Meiju              | 19,05 | Кина              | 17,30  | 17,31  | 18,35  | 18,35    | КВ      |
| 11.     | А     | Асунта Лењанте        | 18,92 | Италија           | 17,46  | 17,80  | 18,06  | 18,06    | кв      |
| 12.     | А     | Lieja Tunks           | 18,82 | Холандија         | 17,75  | 17,62  | 17,87  | 17,87    | кв      |
| 13.     | Б     | Кимберли Барет        | 18,28 | Јамајка           | 17,14  | 17,85  | 17,34  | 17,85    |         |
| 14.     | А     | Олга Иванова          | 19,48 | Русија            | х      | 17,21  | 17,80  | 17,80    |         |
| 15.     | А     | Петра Ламперт         | 19,81 | Немачка           | х      | 17,72  | 17,56  | 17,72    |         |
| 16.     | А     | Kristin Heaston       | 18,74 | САД               | 17,53  | х      | х      | 17,53    |         |
| 17.     | А     | Вивијан Чуквумика     | 18,35 | Нигерија          | х      | 17,50  | 17,35  | 17,50    |         |
| 18.     | Б     | Кјара Роза            | 18,71 | Италија           | 17,32  | X      | X      | 17,32    |         |
| 19.     | Б     | Клеопатра Борел-Браун | 18,90 | Тринидад и Тобаго | 17,31  | х      | 16,96  | 17,31    |         |
| 20.     | А     | Елисанжела Адријано   | 19,30 | Бразил            | 15,86  | 16,18  | 16,94  | 16,94    |         |
| 21.     | А     | Кристијана Кеки       | 18,59 | Италија           | х      | 16,35  | 16,67  | 16,67    |         |
| 22.     | Б     | Оксана Чибисова       | 18,62 | Русија            | 16,67  | 16,30  | 16,41  | 16,67    |         |
| 23.     | Б     | Lee Mi-Young          | 17,62 | Јужна Кореја      | 16,18  | х      | 16,60  | 16,60    |         |
| 24.     | Б     | Јоко Тојонага         | 17,57 | Јапан             | 16,51  | 15,96  | 16,24  | 16,51    |         |
| 25.     | Б     | Елизабет Волнес       | 16,18 | САД               | 16,50  | 15,98  | 15,73  | 16,50    |         |
| 26.     | А     | Ана Пухила            | 18,03 | Тонга             | х      | 15,14  | х      | 15,14    |         |

Подебљани лични рекорди су и национални рекорди земље коју такмичарка представља

### Финале
| Пласман | Такмичарка         | Земља       | Бацања | Бацања | Бацања | Бацања | Бацања | Бацања | Резултат | Напомена |
| Пласман | Такмичарка         | Земља       | 1.     | 2.     | 3.     | 4.     | 5.     | 6.     | Резултат | Напомена |
| ------- | ------------------ | ----------- | ------ | ------ | ------ | ------ | ------ | ------ | -------- | -------- |
|         | Олга Рјабинкина    | Русија      | х      | 19,34  | 19,64  | х      | 19,06  | 18,76  | 19,64    |          |
|         | Валери Вили        | Нови Зеланд | х      | 18,23  | 19,62  | 19,33  | х      | 19,62  | 19,62    |          |
|         | Надин Клајнерт     | Немачка     | х      | 17,92  | 18,70  | 18,87  | 19,07  | х      | 19,07    |          |
| 4.      | Јумилеиди Кумба    | Куба        | 18,37  | X      | X      | 18,57  | х      | 18,64  | 18,64    |          |
| 5.      | Li Meiju           | Кина        | 17,51  | 18,20  | 18,35  | х      | 18,10  | х      | 18,35    |          |
| 6.      | Наталија Хороњенко | Белорусија  | 16,91  | 17,85  | 18,25  | 18,02  | 18,34  | х      | 18,34    |          |
|         |                    |             |        |        |        |        |        |        |          |          |
| 7.      | Кристина Шваниц    | Немачка     | 17,55  | 18,02  | х      |        |        |        | 18,02    |          |
| 8.      | Мислејдис Гонзалез | Куба        | 17,85  | 18,01  | 17,82  |        |        |        | 18,01    |          |
| 9.      | Lieja Tunks        | Холандија   | 17,83  | 17,60  | х      |        |        |        | 17,83    |          |
| 10.     | Асунта Лењанте     | Италија     | х      | 16,99  | х      |        |        |        | 16,99    |          |
| 1.      | Надзеја Астапчук   | Белорусија  | 20,30  | 20,13  | х      | х      | 20,23  | 20,51  | 20,51    | Диск.    |
| 4.      | Светлана Кривељова | Русија      | 17,35  | 18,47  | 19,16  | 18,59  | 19,10  | 18,94  | 19,16    | Диск.    |

Напомена
Првобитно златну медаљу је освојила Надзеја Астапчук, али кад су њени узорци за допинг-тест поново тестирани 2013, показали су се позитивним, па је дисквалификована и одузета јој је златна медаља.
Након ревизије злато је додељено Олги Рјабникиној, а сребро Валери Вили. Бронзу је добила Надин Клајнерт – која је првобитно била пета – јер су сви резултати четврто пласиране Светлане Кивељове постигнути у периоду од 18. августа 2004. до 17. августа 2006. поништени у одвојеном случају допинга.

## Rеференце
1. ↑  Светска ранг листа у бацању кугле за жене 2005.  Преузето 29.7.2014
2. ↑  Резултати квалификација по групама на сајту ИААФ  Преузето 29.7.2015
3. ↑  Резултати финала у бацању кугле за жена на СП 2005. сајт ИААФ
4. ↑  „Doping: Five 2005 world medallists caught after IAAF retests”. BBC Sport. BBC. 13. 3. 2013. Приступљено 30. 7. 2015.
5. ↑  „Revision of results following sanctions of Tsikhan and Ostapchuk”. IAAF. 27. 4. 2014. Приступљено 30. 7. 2015.
6. ↑  „Athletics-Kuzenkova and Krivelyova get two-year bans for doping”. Reuters. 2. 4. 2013. Архивирано из оригинала 03. 01. 2014. г. Приступљено 30. 7. 2015.